# Peleteria grioti
Peleteria grioti là một loài ruồi trong họ Tachinidae.